# Oceac
Oceacov sau Oceac, în mediul românesc medieval numit și Vozia (în ucraineană Очаків, transliterat: Oceakiv, în rusă Очаков, transliterat: Oceakov) este un oraș regional din regiunea Mîkolaiiv, Ucraina. Deși subordonat direct regiunii, orașul este și reședința raionului omonim. 

## Etimologie
Numele său original în limba română este Vozia, nume care avea să dea denumirea regiunii cunoscută astăzi sub numele de Transnistria. Conform descrierilor făcute de călători ruși și italieni, peste 90 % din locuitorii acestui oraș erau români în secolul al XVIII-lea.

## Istoric

### Evul Mediu
În anul 1455, pe timpul lui Petru Aron, pirații moldoveni au cucerit castelul construit aici de către frații Senarega, alipindu-l principatului Moldovei. Aceștia au încercat, în anii următori, fără succes, să recucerească acest castel. Orașul ce se va forma în jurul castelului era descris în secolele XVI-XVII de către diplomații polonezi ca fiind „cel mai mare târg al Moldovei” sau „cel mai mare târg moldovenesc”.
Pentru o scurtă perioadă de timp, cetatea a fost deținută de către Ștefan cel Mare, în încercarea acestuia de a păzi de departe hotarele Moldovei de prea desele invazii ale tătarilor.
Mihai Viteazul cerea, în tratativele purtate cu regele Sigismund al III-lea al Poloniei, în martie 1600 la Brașov, să i se recunoască stăpânirea asupra „Oceacului de peste Nistru”.

Un călător italian din secolul al XVII-lea, Niccolò Barsi din Luca, trece prin Vozia și descrie cele trei fortărețe existente aici. El menționează că: 
„Numai într-o singură fortăreață – unde se făcea piață [deci târg] – puteau să intre turcii și cei din afară care erau valahi.”
 Tot el relatează faptul că împărțise drumul cu delegația moldovenească ce o aducea din Caucaz pe viitoarea soție a lui Vasile Lupu, prințesa circaziană Ecaterina. Pașa de Silistra, aflat și el la Vozia, o vede și și-o dorește în haremul lui. Moldovenii o ascund pe Ecaterina în carele lor, iar oamenii pașalei o caută în special în „hanurile moldovenilor” din târg. Tot Barsi face o categorică remarcă în privința elementului moldovenesc: 
„Înainte de plecarea din Vozia mă dusei în casa unui moldovean din care, după cum am mai arătat, sînt mulți în acest oraș, și-l rugai să-mi facă niște biscuiți contra plată, deoarece trebuia să trec, timp de trei săptămîni încheiate, prin locuri pustii.”

În timpul Marelui Război al Nordului prin Vozia a trecut călugărul Daniel Krmann, venind de la Poltava. În drum întâlnește moldoveni, iar la Vozia locuiește în tinda „împodobită cu covoare” a casei unui moldovean. La un han local bea, de asemenea, „vin moldovenesc”. Referitor la locuitorii așezării el distinge întâi pe valahi, apoi pe tătari, pe greci și pe turci. Despre valahii din Vozia apreciază că 
„Acest neam de oameni al valahilor are aceeași limbă cu a valahilor [n.c. din arealul românesc] și religia la fel cu a rușilor și a grecilor.”
 Menționarea confesiunii (pe care o deduce din felul în care i-a văzut pe români făcându-și cruce) era probabil menită să deosebească pentru cititorii jurnalului său pe băștinași de italieni, dat fiind că numele valah a avut un sens larg în limbile multor popoare și nu era suficient pentru a identifica etnic pe români.
În secolul al XVIII-lea, teritoriul a intrat, treptat, sub stăpânirea țaristă. Recensământul efectuat de către ruși în această regiune a dezvăluit că marea majoritate a populației creștine era românească. Țarii ruși au încurajat colonizarea acestui teritoriu cu ucraineni, ruși și germani, astfel încât, în 1900, românii reprezentau doar între 10 și 25% din populația regiunii, iar, ulterior, populația românească a fost asimilată de către cea ucraineană, cel mai adesea prin intermediul bisericii.

### Cel de-Al Doilea Război Mondial
Între anii 1941 și 1944, orașul Oceacov a fost sediul județului (relativ efemer) omonim, Oceacov.

## Demografie
Componența lingvistică a orașului Oceac
     Ucraineană (70,31%)
     Rusă (28,49%)
     Alte limbi (0,53%)
Conform recensământului din 2001, majoritatea populației orașului Oceac era vorbitoare de ucraineană (70,31%), existând în minoritate și vorbitori de rusă (28,49%).

## Legături externe
- http://romaniancoins.org/rotransnistria.html
- http://foaienationala.ro/zaporojia-teritoriu-de-etnogeneza-a-poporului-roman.html
- http://www.romanialibera.ro/index.php/aldine/history/cum-a-ajuns-oceakovul-colonia-moldovei-294126 Arhivat în 6 iunie 2015, la Wayback Machine.

## Vedeți și
- Lista orașelor din România Mare
- Lista orașelor din Transnistria (1941-1944)
- Lista orașelor din Ucraina